# Mina Fukui
Mina Fukui (福井 未菜 Fukui Mina?) (Mie, Japón; 3 de noviembre de 1984) es una actriz, tarento y gravure idol japonesa. Trabaja para la agencia de talentos Horipro.

## Carrera
Aunque había aparecido como invitada o asistente en varios programas durante la década de 1990 y a principios de la del 2000, fue después de la primera Audición de Mōdoru (un acrónimo de las palabras "Mode", "Model" e "Idol") en el 2003 cuando irrumpió efectivamente en el mundo del entretenimiento. Desde entonces, ha aparecido en varios comerciales (como 7-Eleven o ECC), revistas y programas de variedades, así como en la serie Super Sentai Jūken Sentai Gekiranger del 2007. Como gravure idol, también lanzó un fotolibro y tres DVDs de imágenes.

## Filmografía

### Televisión
- Garo (serie de televisión) (2005): Asami Shinohara
- Jūken Sentai Gekiranger (2007): Ran Uzaki (宇崎 ラン Uzaki Ran?)/Geki Yellow (ゲキイエロー Geki Ierō?)

### Película
- Juken Sentai Gekiranger: Nei-Nei! Hou-Hou! Hong Kong Decisive Battle (4 de agosto de 2007): Ran Uzaki (宇崎 ラン Uzaki Ran?)/Geki Yellow (ゲキイエロー Geki Ierō?)
- Juken Sentai Gekiranger vs Boukenger (18 de marzo de 2008): Ran Uzaki (宇崎 ラン Uzaki Ran?)/Geki Yellow (ゲキイエロー Geki Ierō?)
- Engine Sentai Go-onger vs. Gekiranger (24 de enero de 2009): Ran Uzaki (宇崎 ラン Uzaki Ran?)/Geki Yellow (ゲキイエロー Geki Ierō?)